# علي بن طوار الكواري
علي بن طوار الكواري (بالإنجليزية: Ali bin Towar al-Kuwari)‏ ( مواليد 6 ديسمبر 1990) هو مقدم برامج تلفزيوني قطري ورحالة ورياضي ومؤلف كتاب «حياة مغامر». وهو أيضًا سفير العلامة التجارية لـ أوريدو، وهي شركة اتصالات دولية مقرها الدوحة، قطر. 
عُرف علي بعمله كمضيف لبرنامج خطوة الرحالة على تلفزيون قطر وقناة الجزيرة، وهو سلسلة سفر عربية،  وهو من بين «الشخصيات الشابة الأكثر نفوذاً» في قطر ومنطقة الخليج العربي.

## النشأة
وُلد علي ونشأ في الدوحة، قطر، ودرس التعليم الابتدائي والثانوي في قطر وانتقل إلى الولايات المتحدة لمتابعة الدراسات العليا. تخرج بدرجة البكالوريوس في العلاقات الدولية في عام 2014 وحصل على ماجستير في إدارة الأعمال (MBA) من جامعة سان دييغو في عام 2015. 

## المسيرة المهنية
استضاف علي العديد من البرامج التلفزيونية على تلفزيون قطر وقنوات الجزيرة الوثائقية بما في ذلك خطى الرحالة التي اشتهر بها. في هذه السلسلة، يزور العديد من دول العالم لإثراء المشاهدين من خلال مشاركة تجارب السفر والتجارب الثقافية بين مختلف الأشخاص والمجتمعات.
وقد مثل العديد من العلامات التجارية والهيئات الرسمية كسفير  وفي عام 2020، تم اختياره كسفير للعلامة التجارية لـ أوريدو.  كان سفير العلامة التجارية لشركة فودافون قطر. 
علي هو أيضًا أحد الأعضاء المؤسسين لحملة دراغو للتعليم، التي تجمع التبرعات لبناء مدارس في غزة. 

## كتب
- حياة مغامر

## الجوائز
أفضل مؤثر لعام 2019، قطر